# Голубич, Мустафа
Мустафа Мухамедович Голубич (серб. Мустафа Голубић; 24 октября 1889 — 29 июля 1941) — югославский политический деятель, ответственный сотрудник Коминтерна.

## Биография
Родился в 1889 в Столаце, Герцеговина. По национальности серб, мусульманин. Окончил реальное училище.
В 17 лет вступил в организацию «Молодая Босния», затем вместе с рядом членов последней примкнул к организации «Чёрная рука». С 1911 член военного подразделения организации, прошёл нелегальное военное обучение, участвовал в боях против турецких войск в Македонии.
Принимал активное участие в группе террористов, убивших эрцгерцога Франца Фердинанда в Сараево.
В 1916 арестован в Париже, но во время Салоникского процесса был оправдан и выступал свидетелем. Некоторое время работал в Париже журналистом.
В конце 1919 вернулся в Югославию и вступил в Коммунистическую партию Югославии, однако после ареста вновь выехал в Париж. Есть сведения, что в 1920 побывал в СССР, где окончил военно-политические курсы.
В 1921 выслан из Франции в Швейцарию, откуда переехал в Вену, где жил до 1928. В 1923 перешёл в Коммунистическую партию Австрии, одновременно оставаясь секретарём югославской партгруппы и редактором органа КПЮ «Серп и молот». С 1923 стал резидентом Иностранного отдела ОГПУ СССР в Вене. В 1923—1926 и с конца 1927 работал в нелегальном аппарате КПЮ.
В начале 1928 выслан из Австрии в Берлин, где выполняет обязанности сотрудника Четвёртого управления Штаба РККА. В январе-апреле 1930 учился в Международной ленинской школе в Москве, после чего перешёл на работу инструктором по спецработе в Орготделе Коминтерна. В течение трёх лет работы в аппарате ИККИ работал в Греции, Германии (здесь вместе с Генри Робинсоном под руководством Бронислава Бортновского участвовал в создании штаба по организации восстания в случае нападения центрально- и восточноевропейских стран на СССР), Франции (вместе с Иосифом Дицкой).

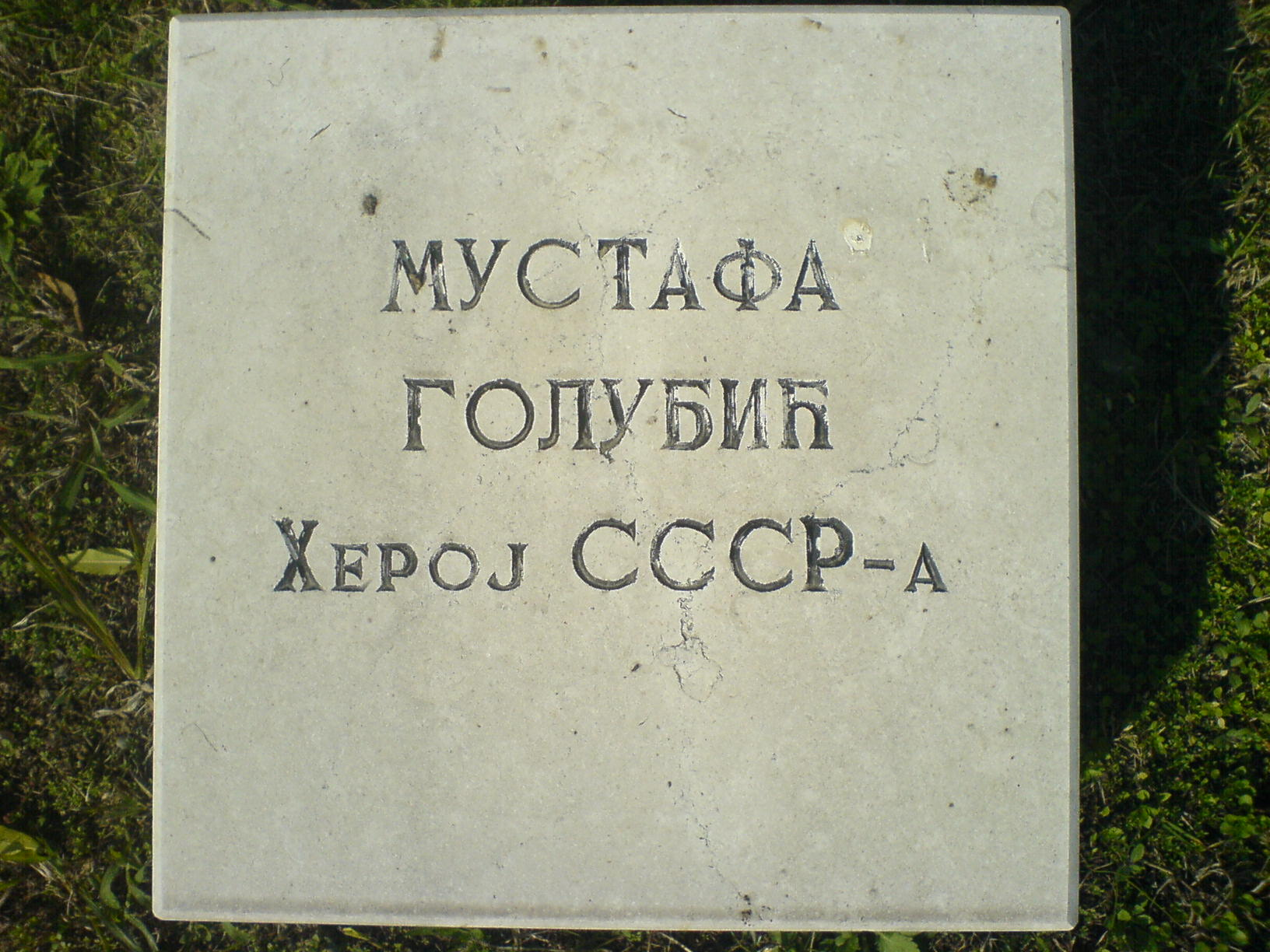
Памятная доска Мустафе Голубичу на Новом кладбище в Белграде

С 1934 перешёл на работу в военной разведке, нелегально действовал в ряде стран (в том числе в США и Франции). Накануне Второй мировой войны возглавлял военную резидентуру СССР в Югославии, принимал участие в военном перевороте против пронемецкого правительства 27 марта 1941.
После оккупации Белграда немецкими войсками арестован 7 июня 1941 и 29 июля расстрелян вместе с группой заложников.

## Память
- После освобождения Югославии Советской армией останки Голубича с воинскими почестями были перезахоронены в Москве.

## В кинематографе
- Тени над Балканами[серб.] (2020) — Горан Богдан